# Idioma mócheno
El mócheno es una variedad del alto alemán hablado en tres ciudades del Valle del Fersina (alemán: Fersental, italiano: Valle del Fersina, mócheno: Bernstol), en Trento, noreste de Italia.
El mócheno está cercanamente relacionado al bávaro y se le clasifica de diversas maneras, ya sea como un dialecto bávaro meridional o una lengua separada. Se reportó que los hablantes de mócheno entienden parcialmente bávaro, cimbriano y alemán estándar. No obstante, las muchas diferencias en gramática, vocabulario y pronunciación lo hacen difícil para los hablantes del alemán estándar entender.

## Distribución geográfica

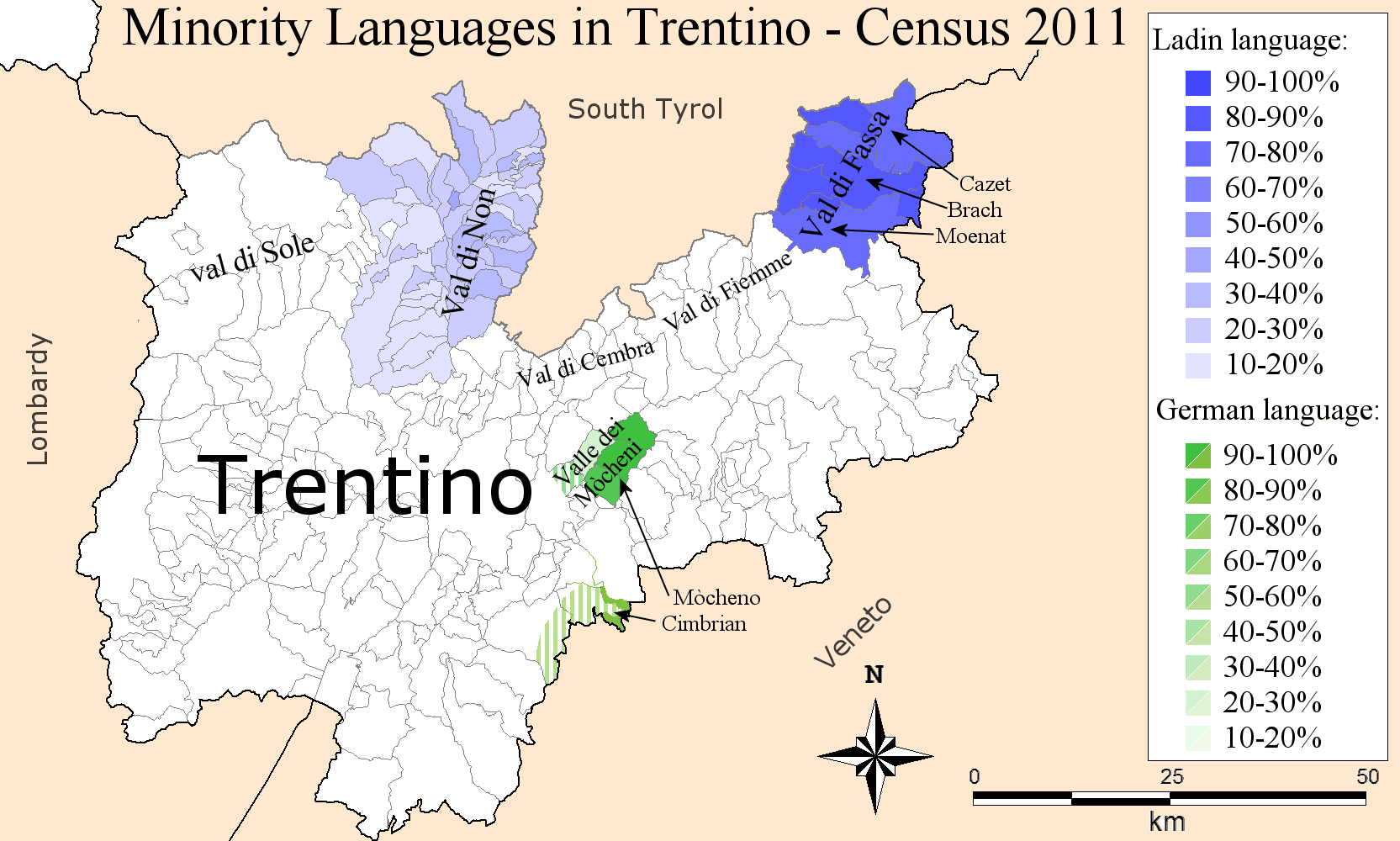
Comunidades mócheno en Trento.

Según el censo del 2001, el primero en el que se registró lenguas nativas, el mócheno era hablado por una mayoría en las siguientes municipalidades: Fierozzo (423 personas, 95.92%), Palù del Fersina (184 personas, 95.34%), Frassilongo (340 personas, 95.24%, incluido el pueblo de Roveda). En otras municipalidades de Trento, 1,329 personas se declararon miembros del grupo lingüístico mócheno, con un total de 2,276 personas. En el censo del 2011, el número total de hablantes en el provincia disminuyó a 1,660.

## Estatus
El mócheno es reconocido oficialmente en Trento por ley provincial y nacional. A inicios de los 90, varias leyes y regulaciones han pasado por el Parlamento italiano y la asamblea provincial que pusieron el idioma y la cultura móchenos bajo protección. Un instituto cultural fue fundado por decreto, cuyo propósito es salvaguardar y educar en esa lengua. Se adaptó el currículo escolar para que se enseñe en mócheno, y se cambiaron los letreros públicos para que sean bilingües.

## Ejemplo
| Mócheno                                                                          | Alemán                                                              | Español                                                               |
| -------------------------------------------------------------------------------- | ------------------------------------------------------------------- | --------------------------------------------------------------------- |
| Vatar ingar en Himbl, gahailegt kimmp der dai Núm. Der dai Raich schellt kemmen. | Vater unser im Himmel, geheiligt werde Dein Name. Dein Reich komme. | Padre Nuestro en el cielo, santificado sea tu nombre. Venga tu reino. |